# Elaphidion
Elaphidion es un género de escarabajos longicornios de la tribu Elaphidiini.

## Especies
- Elaphidion albosignatum Chevrolat, 1862
- Elaphidion androsense Fisher, 1942
- Elaphidion angustatum Zayas, 1975
- Elaphidion antiguense Vlasák, 2019
- Elaphidion auricomum Lingafelter, 2008
- Elaphidion bahamicae Cazier & Lacey, 1952
- Elaphidion bidens (Fabricius, 1787)
- Elaphidion cayamae Fisher, 1932
- Elaphidion clavis Linsley, 1957
- Elaphidion conspersum Newman, 1841
- Elaphidion costipenne Fisher, 1932
- Elaphidion cristalense Zayas, 1975
- Elaphidion cryptum Linsley, 1963
- Elaphidion cubae Fisher, 1932
- Elaphidion curacaoae Gilmour, 1968
- Elaphidion densevestitum Fisher, 1942
- Elaphidion depressum Zayas, 1975
- Elaphidion difflatum Zayas, 1975
- Elaphidion elongatum Fisher, 1942
- Elaphidion excelsum Gahan, 1895
- Elaphidion frisevestitum Fisher, 1942
- Elaphidion fullonium Newman, 1841
- Elaphidion glabratum (Fabricius, 1775)
- Elaphidion glabriusculum (Bates, 1885)
- Elaphidion irroratum (Linné, 1767)
- Elaphidion irroratum debieni Chalumeau & Touroult, 2004
- Elaphidion iviei Lingafelter, 2008
- Elaphidion jamaicense Fisher, 1932
- Elaphidion jibacoense Zayas, 1975
- Elaphidion knulli Linsley, 1957
- Elaphidion laeve White, 1853
- Elaphidion lanatum Chevrolat, 1862
- Elaphidion lewisi Fisher, 1941
- Elaphidion linsleyi Knull, 1960
- Elaphidion liviae Devesa & Grillo, 2016
- Elaphidion manni Fisher, 1932
- Elaphidion mayesae Ivie, 2007
- Elaphidion michelii Ivie, 2007
- Elaphidion mimeticum Schaeffer, 1905
- Elaphidion mucronatum (Say, 1824)
- Elaphidion nearnsi Lingafelter, 2008
- Elaphidion niveonotatum Zayas, 1975
- Elaphidion pauropilosum Zayas, 1975
- Elaphidion pseudonomon Ivie, 1985
- Elaphidion quadrituberculatum Chevrolat, 1862
- Elaphidion robustum Vlasák & Santos-Silva, 2021
- Elaphidion rotundipenne Fisher, 1932
- Elaphidion scabricolle (Bates, 1872)
- Elaphidion scaramuzzai Fisher, 1951
- Elaphidion spinicorne (Drury, 1773)
- Elaphidion splendidum Fisher, 1932
- Elaphidion tectum LeConte, 1878
- Elaphidion thompsoni Fisher, 1941
- Elaphidion tomentosum Chevrolat, 1862
- Elaphidion tuberculicolle Fisher, 1932
- Elaphidion uncinatum Zayas, 1975
- Elaphidion unispinosum Fisher, 1942
- Elaphidion wappesi Lingafelter, 2008
- Elaphidion williamsi Chemsak, 1967